# Tiracola plagifera
Tiracola plagifera là một loài bướm đêm trong họ Noctuidae.